# Sitric II av Northumbria
Sitric II av Northumbria, död 942, var en engelsk monark. Han var kung av Kungariket Jorvik (kung av Södra Northumbria och York) 941–942. 